# Barreau d'Alger
Le barreau d'Alger est l'ensemble des avocats du tribunal d'Alger. L'ordre des avocats, a à sa tête un bâtonnier.

## Création
La profession d'avocat existe en Algérie depuis 1848, et une organisation professionnelle de la profession a vu le jour sous la colonisation puis après l'indépendance,. Le barreau d'Alger a ainsi vu le jour en 1848 pendant la colonisation, il ne cesse de prendre de l'importance au point d'arriver à occuper la seconde position après la barreau de Paris. Néanmoins, peu d'Algériens ont pu accéder à cette profession, notamment à l’intérieur du pays, l'administration coloniale a mis en place un corps d'oukils judiciaires, très insuffisamment formés car issus des diplômés des medersas ou installés pour service rendu à la colonisation.
Au lendemain de l'indépendance, le barreau d'Alger comptait 98 avocats, toutes nationalités confondues. Maître Kaddour Sator a été le premier bâtonnier élu à cette charge.

## Révolution indépendantiste algérienne
Le collectif des avocats du FLN a participé à la libération nationale. Non seulement, il défendait les détenus et les condamnés à la peine capitale, mais l'avocat s’est transformé en juge du système et de l'ordre colonial qu'il condamnait devant les tribunaux. En plus de leur fonction d’avocat, les robes noires ont été d’efficaces agents de liaison du FLN  et du GPRA.

## Après l'indépendance
Au lendemain de l'indépendance en 1962, tous les avocats ont été réinscrits d’office au Conseil de l’ordre. Certains d'entre eux ont activement participé à l’édification des nouvelles institutions algériennes de la justice. Face à l'ampleur de la demande en matière de défense, des défenseurs de justice ont été agréés malgré leur insuffisante formation dans le but d’assister les justiciables devant les tribunaux.
L'ordre des avocats est l'une des rares organisations professionnelles avoir pu préserver son existence et son indépendance en ne devenant pas une organisation de masse ou une union professionnelle soumise à la tutelle du parti unique.
Comme organisation de la société civile, les avocats ont joué un rôle actif dans la transition démocratique en défendant les libertés publiques et les droits de l'homme, bon nombre d'entre eux ont été des membres fondateurs des différentes ligues des droits de l'homme qui se sont constituées.
En hommage au combat de ces avocats, le 23 mars de chaque année a été instituée journée nationale des « Robes noires du FLN », jour de l'assassinat d'Ali Boumendjel, le 23 mars 1957.

## Lieux des plaidoiries
Les avocats affiliés au barreau d'Alger accomplissent leurs plaidoiries devant des institutions judiciaires dont :
- Cour d'Alger.
- Tribunal de Dar El Beïda.
- Tribunal de Hussein Dey.
- Tribunal de Bir Mourad Raïs.
- Tribunal de Sidi M'Hamed.
- Tribunal de Bab El Oued.
- Tribunal d'El Harrach.
- Tribunal de Rouiba.

## Liste des bâtonniers d'Alger
Voici un tableau présentant les différents bâtonniers d'Alger, avec les années correspondantes :
| Années    | Directeur              |
| --------- | ---------------------- |
| 1963-1965 | Kaddour Sator,         |
| 1965-1967 | Nafaa Rebbani          |
| 1967-1969 | Arezki Bouzida         |
| 1969-1975 | Amar Bentoumi          |
| 1975-1977 | Cherif Batouche        |
| 1977-1979 | Mabrouk Belhocine      |
| 1979-1981 | Abdessamad Benabdallah |
| 1981-1983 | Ali Ammar Laouar       |
| 1983-1987 | Tayeb Beloula          |
| 1988-2002 | Ahmed Abbache          |
| 2002-2004 | Mohamed Aslaoui        |
| 2009-2022 | Abdelmadjid Sellini    |
| 2022-     | Mohamed Baghdadi       |